# Fogars de la Selva
Fogars de la Selva település Spanyolországban, Barcelona tartományban. Lakosainak száma 1680 fő (2024).

## Földrajza
Fogars de la Selva Massanes, Maçanet de la Selva, Tordera, Sant Celoni, Sant Feliu de Buixalleu és Hostalric községekkel határos.

## Népesség
A település lakosságának változását az alábbi diagram mutatja:
| Lakosok száma | 170  | 497  | 476  | 369  | 293  | 1045 | 1513 | 1512 | 1451 | 1680 |
|               | 1717 | 1887 | 1936 | 1960 | 1986 | 2004 | 2009 | 2014 | 2019 | 2024 |